# Micheline Bernardini
Micheline Bernardini (* 1. Dezember 1927 in Colmar) ist eine ehemalige französische Striptease-Tänzerin im Casino de Paris.

## Leben
Bernardinis Auftritt mit dem neuen Bikini-Badeanzug (aus einem Stoff mit Zeitungsdruckmuster) am 5. Juli 1946 bei einem Schönheitswettbewerb im Pariser Art-déco-Schwimmbad Molitor sorgte für Furore. Micheline Bernardini war damals eine 19-jährige Nackttänzerin aus dem Casino de Paris. Auf dem Foto (siehe unten) hält sie eine kleine Schachtel, in die der Bikini gepackt werden konnte. Den zweiteiligen Badeanzug hatte der Maschinenbauingenieur Louis Réard entworfen. Das Gerücht, andere Models hätten sich geweigert, den Bikini zu präsentieren, ist falsch: Réard hatte bereits vorher mit den Tänzerinnen des Clubs Casino de Paris zusammengearbeitet.

## Foto
- Foto: Micheline Bernardini (1946) in der englischsprachigen Wikipedia